# Critica Botanica

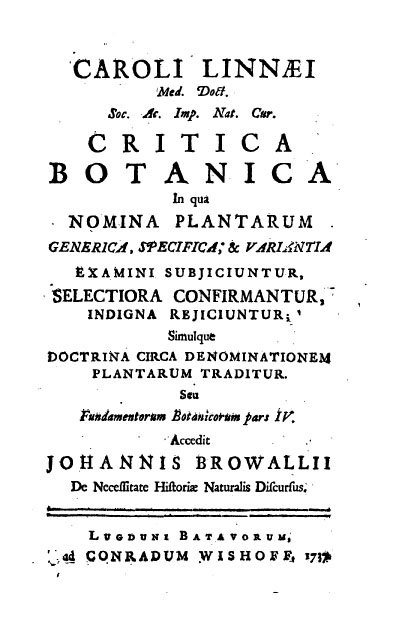
Titelblatt von Linnés Critica Botanica von 1737

Critica Botanica ist der Titel eines Werkes von Carl von Linné, in dem er die in Fundamenta Botanica in den Kapiteln VII bis X enthaltenen Aphorismen 210 bis 324 erläuterte. Er schuf damit die Grundlagen für die Regeln der modernen biologischen Nomenklatur.

## Werk
Die erste und einzige Auflage erschien 1737 unter dem vollständigen Titel Critica botanica in qua nomina plantarum generica : specifica & variantia examini subjiciuntur, selectoria confirmantur, indigna rejiciuntur; simulque doctrina circa denominationem plantarum traditur. Seu Fundamentorum botanicorum pars IV. Accedit Johannis Browallii De necessitate historiae naturalis discursus in Leiden bei Conrad Wishoff.
Die Erstausgabe ist dem aus Deutschland stammenden und in England wirkenden Botaniker Johann Jacob Dillen gewidmet.

### Inhalt
In Fundamenta Botanica hatte Carl von Linné thesenhaft seine Ideen zur Umgestaltung der Grundlagen der Botanik darlegt. Die in den Kapiteln VII bis X enthaltenen Aphorismen 210 bis 324, die sich mit der Benennung von Gattungen, Arten, Varietäten und Synonymen beschäftigen, werden von ihm ausführlich erläutert. In Genera Plantarum und Hortus Cliffortianus setzte er diese Regeln kurze Zeit später auch praktisch um.
Obwohl sich Linné in Critica Botanica vorrangig mit der korrekten Benennung von Pflanzen beschäftigte, wandte er die hierin aufgestellten Regeln auch in seinen zoologischen und mineralogischen Werken an. Viele seiner Prinzipien sind in die Anfang des 20. Jahrhunderts entstandenen Regelwerke für die botanische und zoologische Nomenklatur eingeflossen und haben so bis heute Bestand.
Einige Beispiele der von Linné aufgestellten Prinzipien:

#### Gattungsnamen –Nomina Generica
- § 213 „Alle Pflanzen die zur gleichen Gattung gehören sind mit dem gleichen Gattungsnamen zu bezeichnen.“[1]
- § 214 „Alle Pflanzen die zu verschiedenen Gattungen gehören, sind mit dem unterschiedlichen Gattungsnamen zu bezeichnen.“[2]
- § 217 „Falls ein und derselbe Name verwendet wurde, um verschiedene Gattungen zu bezeichnen, muss er an einer Stelle weichen.“[3]
- § 230 „Gattungsnamen von Pflanzen, die ebenfalls in der Nomenklatur der Zoologie und Mineralogie verwendet werden, müssen, falls sie von den Botanikern erst später ausgewählt wurden, auf ihre ursprüngliche Bedeutung zurückgeführt werden.“[4]
- § 243 „Wenn ein Gattungsname geeignet ist, so ist es nicht erlaubt, ihn für einen passenderen zu ändern.“[5]
- § 244 „Es sollten keine neuen Gattungsnamen geprägt werden, solange es passende Synonyme gibt.“[6]
- § 247 „Griechische Gattungsnamen sind mit lateinischen Buchstaben zu schreiben.“[7]
- § 248 „Die Endungen von Gattungsnamen und ihre Betonung sollten so einfach wie möglich sein.“[8]
- § 249 „Gattungsnamen, die ellenlang, schwierig auszusprechen oder ekelhaft sind, sind zu vermeiden.“[9]
- § 251 „Die gleichen Prinzipien wie für die Gattungen gelten für die Namen der Klassen und Ordnungen.“[10]
- § 255 „Der Name einer Klasse oder Ordnung sollte aus einem einzigen Wort bestehen.“[11]

#### Artnamen –Nomina Specifica
- § 256 „Eine Pflanze ist vollständig benannt wenn sie mit einem Gattungsnamen und einem Artnamen versehen ist.“[12]
- § 283 „Man muss Sorgfalt walten lassen damit eine Varietät nicht irrtümlich für eine Art gehalten wird.“[13]
- § 284 „Der Gattungsname sollte jeder Art der Gattung beigefügt werden.“[14]
- § 285 „Der Artname sollte immer nach dem Gattungsnamen stehen.“[15]
- § 286 „Ein Artname ohne Gattungsname ist wie eine Glocke ohne Klöppel.“[16]

#### Namen von Varietäten –Nomina Variantia
- § 306 „Zum Gattungs- und Artnamen kann ein Varietätenname hinzugefügt werden, falls ein solcher wünschenswert ist.“[17]
- § 307 „Gattungs-, Art- und Varietätenname sollten mit unterschiedlich großen Buchstaben geschrieben werden.“[18]
- § 316 „Kultivierung, die die Mutter von so vielen Varietäten ist, ist auch die beste Prüfung für eine Varietät.“[19]
- § 317 „Derjenige der die Varietäten den richtigen Arten zuordnet erweist keinen geringeren Dienst als derjenige der die Arten den richtigen Gattungen zugewiesen hat.“[20]

#### Synonyme –Nomina Synonyma
- § 318 „Synonyme sind andere Namen, die Botaniker derselben Pflanze gegeben haben, und können die Gattung, die Art oder die Varietät betreffen.“[21]
- § 322 „Beim Zitieren von Synonymen sollten der Autorenname, das Buch und die Seite immer am Ende des Verweises angebracht werden.“[22]

### Namen zu Ehren von Personen
Zahlreiche Pflanzengattungen benannte Linné nach Personen. Er folgte damit dem Beispiel von Charles Plumier, der in Nova Plantarum Americanarum Genera (1703) etwa zwei Drittel der neu beschriebenen Gattungen zu Ehren von Personen benannt hatte.
Linné wollte durch die der Auswahl eines Personennamens für den Gattungs- bzw. Artnamen einer Pflanze zugleich auch den Charakter dieser Person zum Ausdruck bringen. Beispielsweise benannte er die Gattung Browallia nach Johan Browall. Den Namen der Art Browallia demissa wählte er, um Browall als Lehrer zu beschreiben: kriecherisch und weich. Browallia elata spiegelt die Eigenschaften von Browall als Bischof wider: stolz und hoch. Browallia alienata beschreibt seinen Charakter als Politiker: wankelmütig und unzuverlässig.

### Auflagen
- 1. Auflage, Leiden, 1737, 8°

### Rezensionen
- Neue Zeitungen von gelehrten Sachen. Leipzig 1737, S. 793–796
- Nova Acta Eruditorum. Leipzig 1739, S. 455 und 458

## Lateinische Fassung der Aphorismen
1. ↑  „Quaecunque plantae genere conveniunt, eodem nomine generico designandae sunt.“
2. ↑  „Quaecunque, e contrario, plantae genere differunt, diverso nomine generico designandae sunt.“
3. ↑  „Nomen genericum unum idemque, ad diversa designandum genera assumtum, altero loco excludendum erit.“
4. ↑  „Nomina generica plantarum, cum Zoologorum & Lithologorum &c. nomenclaturis communia, si a Botanicis postea assumta, ad ipsos remittenda sunt.“
5. ↑  „Nomen Genericum dignum, alio licet aptiore, permutare non licet.“
6. ↑  „Nomina Generica, quamdiu Synonyma digna in promptu sunt, nova non effingenda.“
7. ↑   „Nomina Generica Graeca Latinis literis pingenda sunt.“
8. ↑  „Nominum Genericorum terminatio & Sonus, quantum fieri possit, facillitanda sunt.“
9. ↑  „Nomina Generica Sesquipedalia, enunciatu difficilia, vel nauseosa, fugienda sunt.“
10. ↑  „Nominum Classium & Ordinum cum Genericis par est ratio.“
11. ↑  „Nomina Classium & Ordinum unico constabunt vocabulo.“
12. ↑  „Perfecte nominata est Planta nomine Genericoi & Specifico instructa.“
13. ↑  „Ne varietas loco speciei sumatur, ubique cavendum.“
14. ↑  „Nomen genericum singulis Speciebus applicari debet.“
15. ↑  „Nomen Specificum semper sequi oportet Genericum.“
16. ↑  „Nomen Specificum sine Generico, est quasi campana sine pistillo.“
17. ↑  „Nomini Generico & Specifico etiam Varians, si quod tale, addi potest.“
18. ↑  „Nomina generica, specifica & variantia literis diversae magnitudinis scribenda sunt.“
19. ↑  „Cultura tot varietatum mater, optima quoque varietatum examinatrix est.“
20. ↑  „Varietates qui ad species suas redigit non minora praestat, quam qui species ad propria genera amandavit.“
21. ↑  „Synonyma sunt diversa Phytologorum nomina eidem plantae imposita, eaque Generica, Specifica & Variantia.“
22. ↑  „In Synonymis Author, & Liber cum pagina ad finem ubique indicandi sunt.“